# Гайсинська горішина
Гайсинська горішина — ботанічна пам'ятка природи місцевого значення. Розташована на території Гранівської сільської ради Гайсинського району Вінницької області (Гайсинське лісництво, кв. 23, діл. 6) поблизу с. Гранів. Оголошена відповідно до рішення Вінницького облвиконкому від 29.08.1984 р. № 371. Створена для збереження штучного насадження горіха волоського та маньчжурського.